# Bicocca (Milano)
La Bicocca (Bicòcca in dialetto milanese, IPA: [biˈkɔka]) è un quartiere di Milano posto nella periferia nord-orientale della città, appartenente al Municipio 9 e al NIL n. 15 "Bicocca".
Comune autonomo fino al 1841, anno in cui venne aggregato al comune di Niguarda, seguì le sorti di quest'ultimo venendo infine annessa a Milano nel 1923. Era già stata annessa alla città da Napoleone nel 1808, ma repentinamente scorporata nel 1816 col ritorno degli austriaci.
È nota per il villino chiamato Bicocca degli Arcimboldi, per l'omonima università, per la battaglia della Bicocca del 1522 di cui si può ammirare una raffigurazione all'interno della Cappella di Sant'Antonino di Segnano, per essere sede della Pirelli, ivi fondata.

## Storia

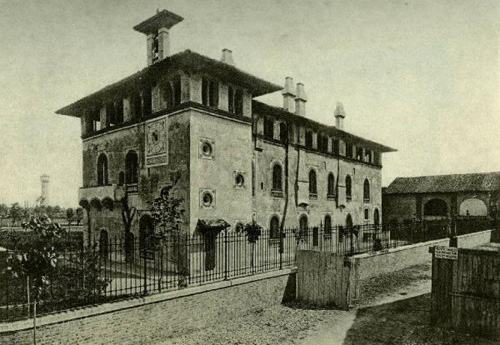
La villa Bicocca degli Arcimboldi ai primi del Novecento

Durante l'Aurea Repubblica Ambrosiana, la nobile famiglia Arcimboldi di Parma costruì in quest'area, a cinque chilometri dalla città, la propria dimora di campagna: costruita intorno al 1450 e tuttora esistente, conferisce probabilmente il toponimo "bicocca", ossia "roccaforte o castello di modeste proporzioni posto in un luogo elevato". La dimora era nota come la Bicocca degli Arcimboldi. Con la scomparsa degli Arcimboldi nel 1727, la villa era poi passata ad altre famiglie e col tempo aveva conosciuto un certo degrado. Restaurata a inizio Novecento, a partire dal 1913 ospitò i primi esperimenti di "scuola all'aperto" per bambini di salute cagionevole, promossa dall'associazione privata "Per la scuola" costituita da medici, insegnanti, privati cittadini ed enti, con un comitato di patronesse guidato dalla contessa Carla Visconti di Modrone e da Maria Giovanna Pirelli. Nel 1918 fu poi acquisita dalla Pirelli che già possedeva, nei pressi, i propri stabilimenti.
La località fu resa celebre dalla sanguinosa Battaglia della Bicocca, svoltasi nei suoi pressi il 27 aprile 1522 tra l'esercito spagnolo di Carlo V d'Asburgo e l'armata francese di Francesco I di Valois, durante la Quarta guerra d'Italia (1521-1526). La battaglia fu persa dai francesi e contò oltre tremila caduti, da cui il celebre detto: "C'est une bicoque". Una raffigurazione della battaglia è presente nella cappella di Sant'Antonino in Segnano.
Ancora nel Settecento l'insediamento della Bicocca non andava oltre le dipendenze della villa, tanto che i soli 74 abitanti registrati nel 1751 spinsero i ministri dell'imperatrice Maria Teresa a progettarne l'aggregazione a Niguarda, ma l'idea non trovò applicazione concreta. Erano invece 143 i residenti all'epoca della prima unione a Milano nel 1808, e pochi di più ai tempi dell'effettiva unione con Niguarda nel 1841.

### Il Novecento e gli insediamenti industriali

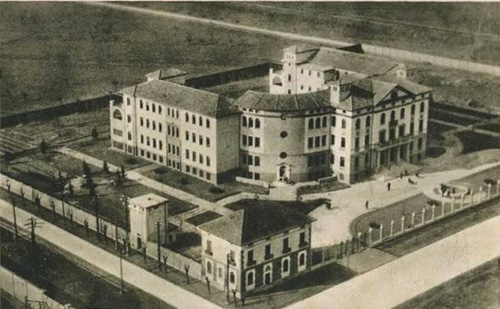
Il Centro Traumatologico Ortopedico nel 1929, appena realizzato

La Bicocca è stata il cuore di quell'area industriale che si era rapidamente costituita ai primi del Novecento nella zona tra il comune di Greco e Sesto San Giovanni, e che per molti decenni ha rappresentato il simbolo dell'industrializzazione lombarda, elemento trainante dell'economia dell'intero Paese. Con la progressiva espansione edilizia di Milano, le campagne settentrionali della città erano state poco alla volta integrate nel tessuto urbano, venendo ad ospitare una serie di stabilimenti industriali che hanno a lungo caratterizzato il territorio della Bicocca, il cui stabilimento più popolare era quello della Pirelli, che vi trasferì i propri impianti da via Fabio Filzi nel 1907. Nel 1929 venne costruito il Centro Traumatologico Ortopedico, importante per gli infortuni sul lavoro data la sua vicinanza alla Pirelli, all'Ansaldo, alla Breda, alla Wagon lits, ma anche al "Nuovo quartiere industriale raccordato" a Sesto, con le sue acciaierie Falck. La Pirelli arrivò a dare lavoro fino a tredicimila persone e ad occupare una superficie di oltre 700000 m², comprendendo anche il principale centro di ricerca del gruppo. Società fondata nel 1872 da Giovanni Battista Pirelli, che aveva acquistato i terreni dell'area nel 1906 installandovi in breve (nel 1908) larga parte delle proprie produzioni di pneumatici, cavi elettrici ed altri manufatti in gomma. Nei laboratori Pirelli sono nate innovazioni come i cavi ad olio fluido, gli pneumatici ribassati, le fibre ottiche per le telecomunicazioni.
Comune autonomo fino al 1841, la Bicocca divenne frazione del comune di Niguarda, alla cui parrocchia apparteneva, col nome di Bicocca di Niguarda. Fu annessa al Comune di Milano nel 1923, in un momento di forte espansione edilizia dell'area, mentre viale Zara e viale Fulvio Testi erano stati appena realizzati e alleggerivano il carico viabilistico di viale Sarca. La scommessa per uno sviluppo industriale dell'area milanese era dunque stata lanciata: tra i borghi agricoli in aperta campagna si andavano insediando i nuovi, moderni stabilimenti industriali.

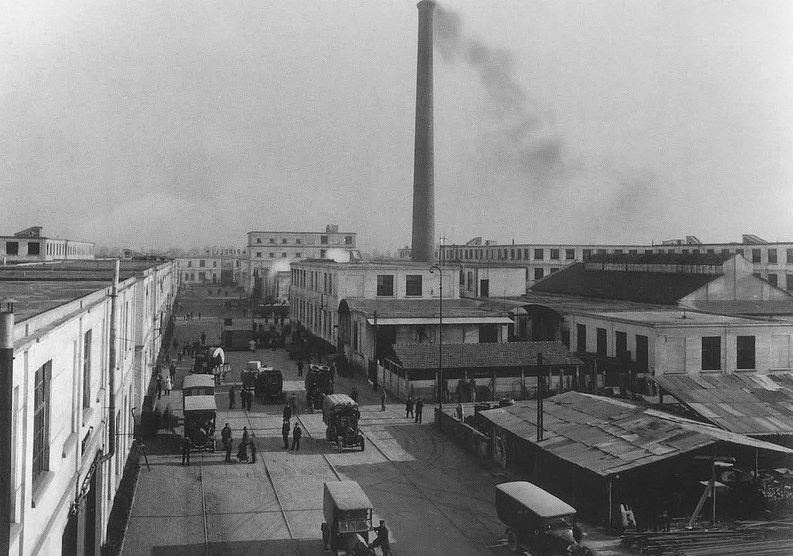
Gli stabilimenti Pirelli nel 1922

A partire dalla fine degli anni settanta, in seguito soprattutto a riorganizzazioni dei grandi gruppi a livello internazionale, si assistette a un progressivo disimpegno dell'industria dalle aree urbane di tutta Italia. Il quartiere della Bicocca fu particolarmente interessato da fenomeni di deindustrializzazione e delocalizzazione. Nel 1984 infatti anche Pirelli decise di delocalizzare la produzione di pneumatici giganti tessili a Villafranca Tirrena e a Settimo Torinese (CEAT), con la perdita di 2.400 posti di lavoro (800 sono stati ricollocati in altri impianti, 600 prepensionati e 1.000 in cassa integrazione) su un totale di 6 300, a fronte dei 12 000 degli anni cinquanta. Pirelli occupava negli stabilimenti di Bicocca, di Greco e Segnanino Grechese quasi 20 000 persone (contro i 1 300 attuali). L'agglomerato complessivo delle industrie della zona occupava giornalmente 200 000 lavoratori, tra Falck, Breda, Ansaldo e Magneti Marelli di Sesto San Giovanni. La delocalizzazione, dunque, ebbe un impatto fortissimo sull'aspetto e sui progetti del quartiere.

### Oggi: dal Progetto alla Grande Bicocca
A partire dagli anni ottanta, con la progressiva dismissione degli impianti di produzione si aprì un dibattito inerente al recupero e alla riconversione delle vaste aree industriali. A un secolo esatto dalla stesura del Piano Beruto, che aveva visto protagonista attivo riguardo all'indirizzo di alcune scelte strategiche Giovanni Battista Pirelli, i suoi successori si imposero nuovamente in prima persona all'interno del nuovo dibattito.
La Pirelli stava infatti trasferendo la propria produzione all'estero o in altri siti nazionali, e si doveva procedere con un progetto alternativo di sviluppo per le aree lungo viale Sarca. Nell'aprile del 1985 l'azienda indisse autonomamente un concorso internazionale volto alla risistemazione delle aree (che si estendevano per una superficie di oltre 300000 m²), a cui furono invitati a partecipare venti fra i più grandi architetti urbanisti del tempo. Il Comune di Milano, messo di fronte al fatto compiuto, si dovette limitare ad approvare nel 1987 una variante al Piano Regolatore Generale, che definisse le diverse linee di intervento e la destinazione d'uso futura dell'intera area della Bicocca, qualunque fosse stato il vincitore. Nel luglio del 1988 fu lo stesso Leopoldo Pirelli a proclamare il progetto vincitore, ossia quello della Gregotti Associati International.
Alla base del Progetto, come affermò lo stesso Leopoldo Pirelli, vi era l'intenzione di riconnettere l'area dello stabilimento Pirelli con il tessuto urbano circostante, in modo da renderla un punto di riferimento per l'intero Nord Milano, che stava attraversando a partire da quegli anni un forte processo di modificazione sociale e territoriale. Il Progetto del Gregotti, come sostenne egli stesso, mirava a perseguire caratteri di semplicità generale, restando il più fedele possibile alla precedente conformazione del contesto.
L'area cosiddetta Albania, al di là del viale Sarca, e compresa entro il viale Fulvio Testi fu la prima ad essere riedificata e vi si insediarono ben presto diverse aziende. Le aree verdi del centro sportivo, poste a sud di questa, vennero cedute al Comune.
Nel dicembre del 1991 s'inaugurò il primo corso di laurea in Scienze Ambientali alla Bicocca, che aprì la strada alla formazione del Polo Universitario di Milano Bicocca. Contestualmente, in un'ottica di ridefinizione d'uso delle aree nel 1992 cessarono nel quartiere le ultime attività industriali della Pirelli, favorendo in tal senso i processi di bonifica dei terreni, con lo smantellamento della quota rimanente degli impianti produttivi. Il Progetto Bicocca subì una profonda trasformazione durante il ventennio della sua attuazione, tanto che gli spazi destinati al polo tecnologico inizialmente previsti, andarono via via a convertirsi in luoghi per l'Università e in edifici ad uso terziario, progettati assecondando le richieste funzionali dei singoli committenti.

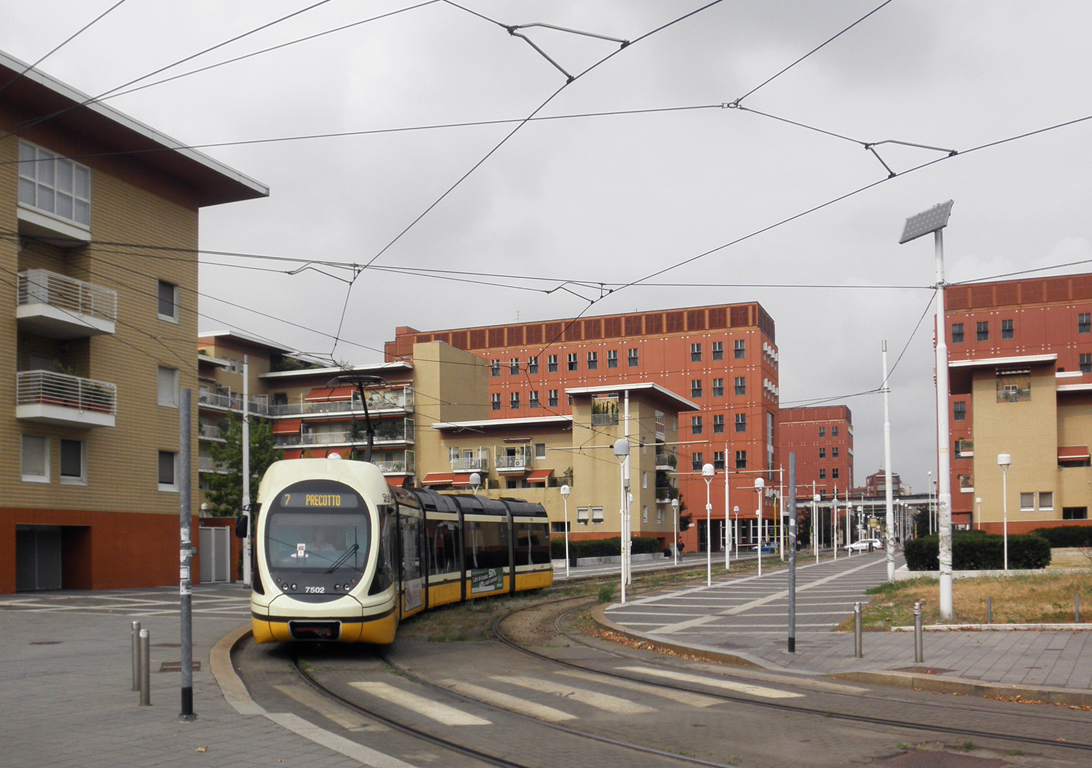
Il 7, che attraversa est-ovest il nuovo quartiere della Bicocca

Dal lato morfologico invece, nell'area subito adiacente al Borgo Pirelli, dall'accumulo dei materiali di risulta della demolizione delle fabbriche venne realizzata la Collina dei Ciliegi. Contemporaneamente, furono ultimati i primi complessi residenziali, differenziati nell'uso dei materiali di rivestimento dagli analoghi edifici destinati ad uso universitario e direzionale.
Nel 1996 si iniziò a pensare di poter collocare in zona un nuovo Teatro che sostituisse quello della Scala mentre questa era in ristrutturazione. Venne così aperto cinque anni più tardi il Teatro degli Arcimboldi, che si impose dopo la riapertura della Scala come secondo teatro cittadino. La storica torre di raffreddamento che vegliava ormai inattiva sull'intero complesso venne inscatolata in una gigantesca copertura in ferro e cemento, rivestita frontalmente in vetro, divenendo il quartier generale Pirelli. L'intero quartiere venne tagliato da una moderna metrotramvia, prolungata in seguito al di là della ferrovia fino al nuovo deposito di Precotto.
Nel 2005, a distanza di vent'anni esatti da quando venne indetto il concorso, il Progetto Bicocca poté sostanzialmente dirsi ultimato. Tuttavia già da qualche anno la recente dismissione dell'area Ansaldo, a nord della via Chiese, aveva portato all'idea di ampliare il progetto, estendendolo anche alle aree adiacenti di recente dismissione. Era nata così la Grande Bicocca, che comprendeva ora anche un centro commerciale con un multisala (il Bicocca Village), una sede espositiva (l'HangarBicocca), nuovi distaccamenti universitari e ulteriori residenze, alcune delle quali di edilizia convenzionata.

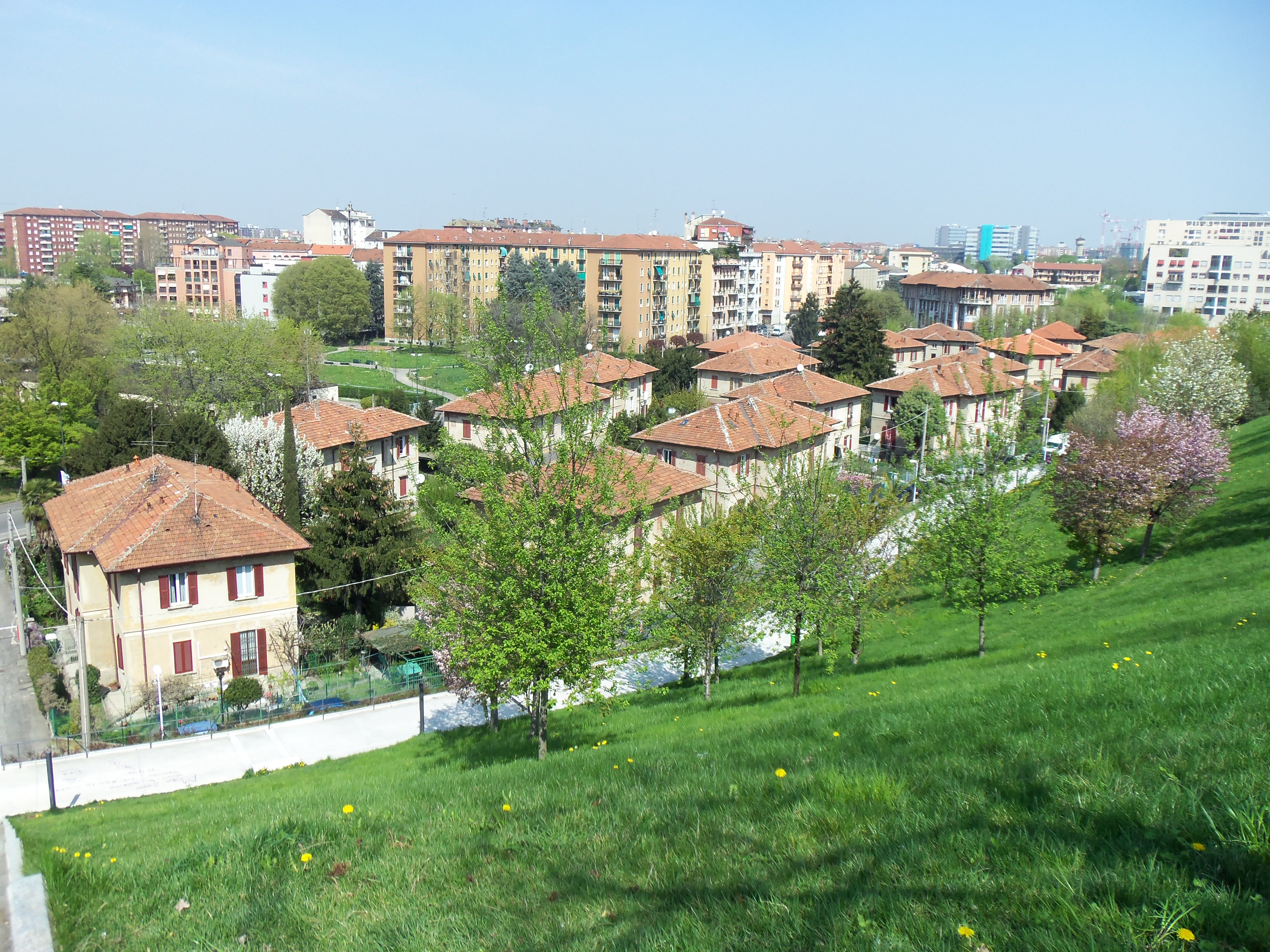
Panoramica dalla Collina dei Ciliegi, con in primo piano il Borgo Pirelli

Ad oggi pertanto il nuovo distretto della cosiddetta Grande Bicocca comprende:
- il grande polo universitario dell'Università degli Studi di Milano-Bicocca (con le facoltà di Economia, Scienze matematiche, fisiche e naturali, Statistica, Sociologia, Scienze della formazione, Giurisprudenza, Medicina e Psicologia);
- il Teatro degli Arcimboldi;
- i centri di ricerca di enti come il CNR e l'Istituto Nazionale Neurologico Carlo Besta e dell'azienda Aem, oltre alla sede di diverse aziende, come quella di Siemens, Deutsche Bank, Reuters, Engie, Johnson & Johnson, Hachette-Rusconi, Dell, Panasonic) e il quartier generale della Pirelli, costruito intorno alla vecchia torre di raffreddamento del vecchio stabilimento;
- il Bicocca Village, (39.862 m²[16]) comprensivo di un multiplex di diciotto sale della catena UCI Cinemas;
- la sede espositiva HangarBicocca;
- nuove abitazioni e circa 300000 m² dedicati a spazi verdi, servizi pubblici e parcheggi.

## Le lotte operaie
Oltre che per la storia dell'industrializzazione italiana, le fabbriche della zona, e in primo luogo quelle della Bicocca, furono particolarmente significative per la storia del sindacato e delle lotte operaie in Italia (l'area di Sesto San Giovanni verrà definita la "Stalingrado d'Italia"). Da ricordare, tra gli altri, il duro sciopero (durato ventotto giorni nella primavera del 1943) al quale aderirono gli operai di Pirelli, Falck, Marelli, Borletti, FACE-Bovisa, Caproni e Alfa Romeo, sfidando il divieto di sciopero sancito dal Codice Rocco. Al di là delle rivendicazioni materiali (salario, mensa, condizioni di lavoro), lo sciopero assunse un grande valore politico di ribellione contro il regime fascista e le sue leggi. Nonostante fosse stato represso con violenza, arrestando quaranta lavoratori della Pirelli, il fermento non si spense con la repressione: riesplose nel 1944 con un'altra feroce lotta per i diritti dei lavoratori, prima il 21 settembre, quindi 23 novembre. Il regime reagì con estrema fermezza: i nazisti guidati dalla SS Theo Saewecke arrestarono 183 lavoratori, di cui 156 vennero deportati e uccisi nei campi di sterminio nazisti. Il numero totale degli operai deportati si attesta sui 553: 215 di questi caddero nei lager o negli ospedali alleati, cinque furono fucilati nel poligono di Cibeno nei pressi del campo di Fossoli il 12 luglio 1944. Altri dieci morirono dopo il loro rientro in Italia tra il 1945 e il 1950 in seguito alle condizioni riportate dalla deportazione. Molti dei lavoratori che evitarono la deportazione parteciparono, in varie forme, alla lotta di Liberazione, impedendo che i nazisti occupanti in ritirata danneggiassero gli impianti.

### Il XXV Aprile

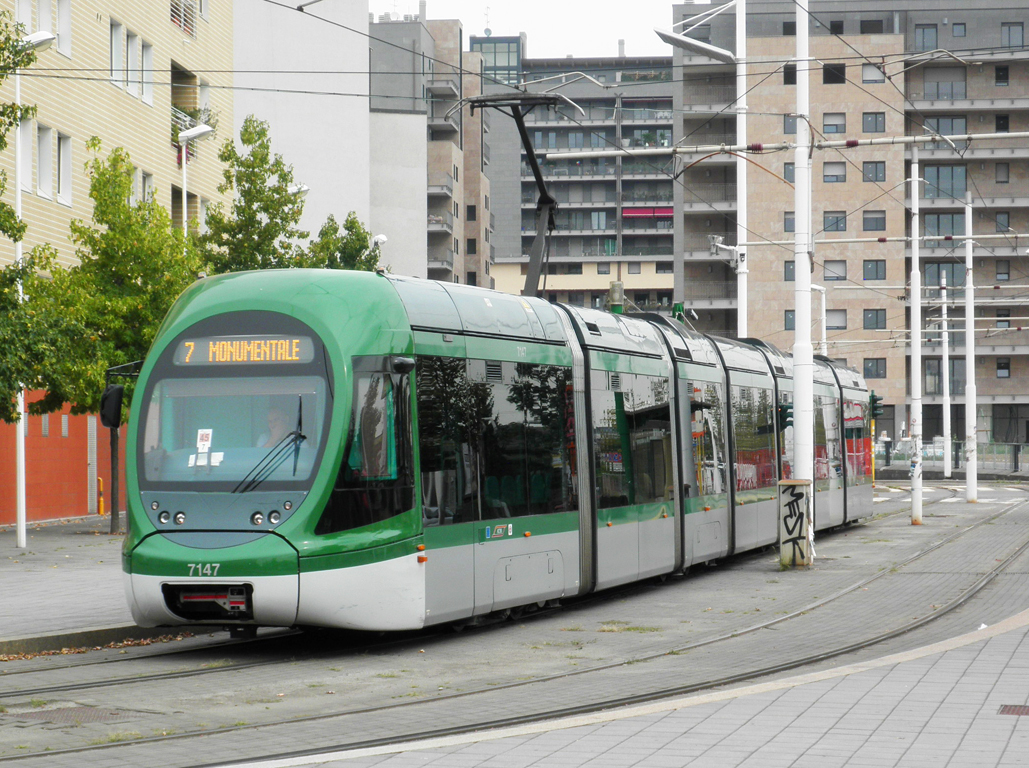
Il tram 7 in piazzale Egeo

La Bicocca con gli stabilimenti della Pirelli diede un grande contributo alla causa della Resistenza italiana. Particolarmente curioso è quanto accaduto nella serata del 25 aprile 1945. Verso le 21.00, secondo quanto ricostruito dall'ISEC lungo il viale Sarca, all'altezza della Pirelli erano fermi un autobus di linea e diversi camion, con circa duecento baschi neri della Milice française di Joseph Darnand in ritirata verso la Germania, ma che probabilmente non avevano idea di quale fosse la direzione giusta da seguire per la strada della ritirata.
Verso le 22.00 una delegazione garibaldina esce dagli stabilimenti per portare un'intimazione di resa ai francesi, che la rifiutano cominciando a sparare con mitragliatrici pesanti scaricate dai camion. Alcuni fra gli operai rimangono lievemente feriti e hanno immediatamente inizio gli scontri fra le due parti, con i partigiani asserragliati dietro le alte mura degli stabilimenti.
All'incirca verso la mezzanotte mentre ancora infervoravano gli scontri con la Milice française viene ultimata una specie di locomotiva blindata, allestita con grosse lamiere sulle fiancate a partire dalla struttura di una vecchia vaporiera adibita al traino dei vagoni all'interno degli stabilimenti. La locomotiva viene pertanto instradata lungo un binario che fuoriusciva sul viale Sarca e, superati i cancelli della fabbrica, fa irruzione sbuffando e sprigionando bagliori di fuoco. Alcuni sappisti asserragliatisi al suo interno scaricano sui francesi raffiche di fucile, insieme con gli altri uomini dai vicini posti di guardia. I francesi si arrendono quasi immediatamente e si consegnano prigionieri insieme con un ingente bottino di 20 mitragliere da 20 mm, armi automatiche individuali, due cannoncini anticarro e un intero camion di munizioni; entro la mattina seguente parte delle mitragliatrici sarebbe stata distribuita alle altre grandi fabbriche della zona, mentre molti dei garibaldini presenti quella notte alla Pirelli avrebbe fatto ritorno negli stabilimenti di provenienza, accolti con grande entusiasmo dai colleghi rimasti in presidio a vigilare.

## Infrastrutture e trasporti
- Linea M5: stazioni di Bicocca, Ponale e Bignami
- Linee S7, S8, S9 e S11 e linee regionali: stazione di Milano Greco Pirelli

Il quartiere della Bicocca è lambito a ovest dal Viale Fulvio Testi, ovvero la parte iniziale della Strada Statale 36, che collega Milano (Piazzale Lagosta) al Passo dello Spluga e dovrà essere, in futuro, lambito a sud dalla Strada interquartiere Nord, che è la strada che dovrà collegare tra di loro i quartieri a nord del centro di Milano.
Nel quartiere sono presenti tre stazioni della linea M5 della metropolitana di Milano, Bignami, Ponale e Bicocca (quest'ultima si trova sul confine tra la Bicocca e il limitrofo quartiere di Pratocentenaro). La Bicocca è servita, inoltre, dalla stazione di Greco Pirelli, che si trova lungo la ferrovia Milano-Chiasso\Lecco. La stazione, gestita da RFI, è servita da treni suburbani (linee S7, S8, S9 e S11) e regionali, gestiti da Trenord. Questa stazione si trova in un'area che storicamente faceva parte del comune di Greco Milanese, già Segnano, da cui il nome della stazione; al giorno d'oggi, comunque, è consuetudine considerare questa stazione parte del quartiere della Bicocca.
Varie linee di autobus e di tram, gestite da ATM, collegano la Bicocca ai quartieri limitrofi e al centro di Milano. In passato, fra il 1913 e il 1957, era inoltre attiva la tranvia Milano-Cinisello.

## Galleria d'immagini

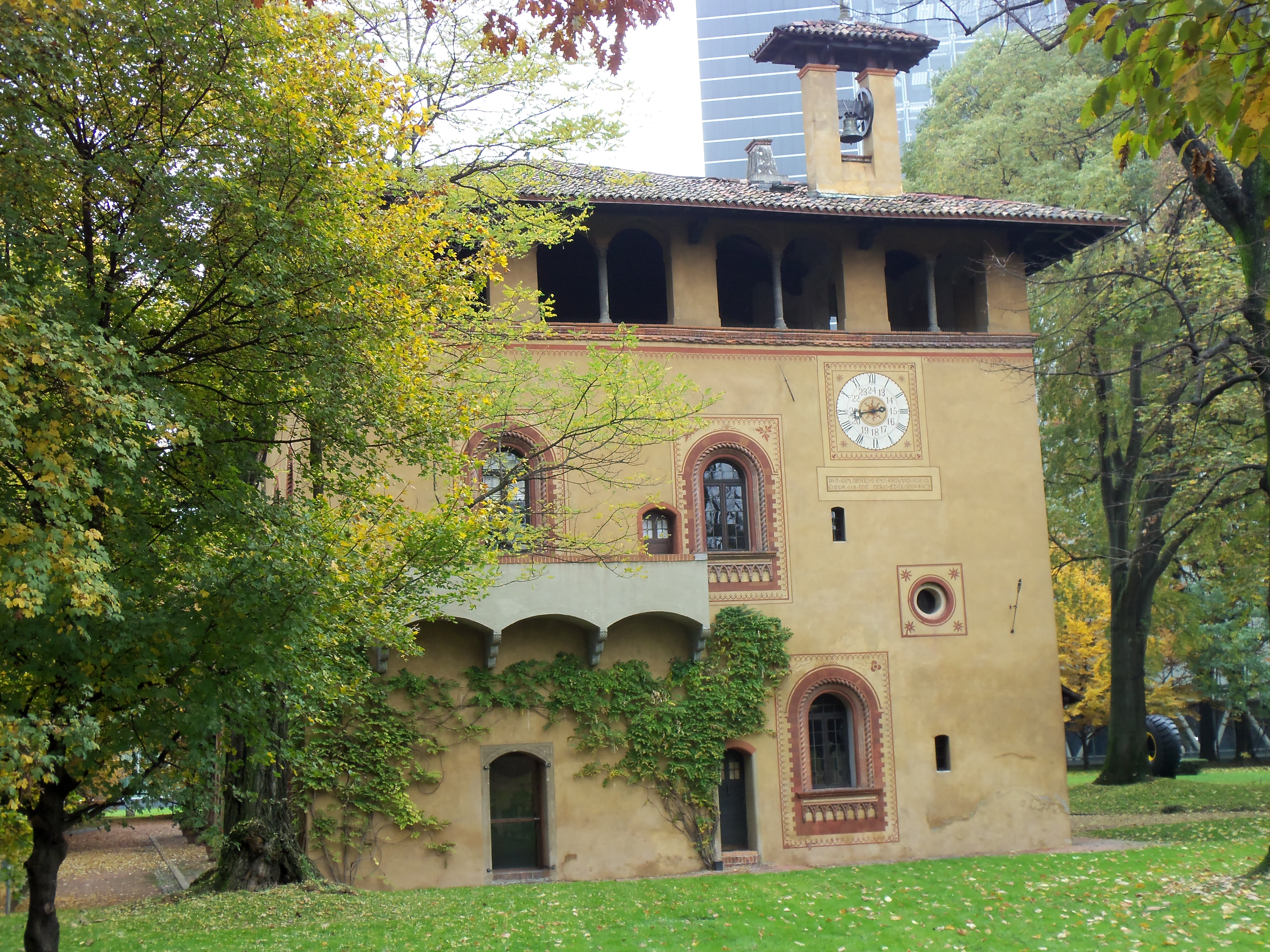
La Bicocca degli Arcimboldi
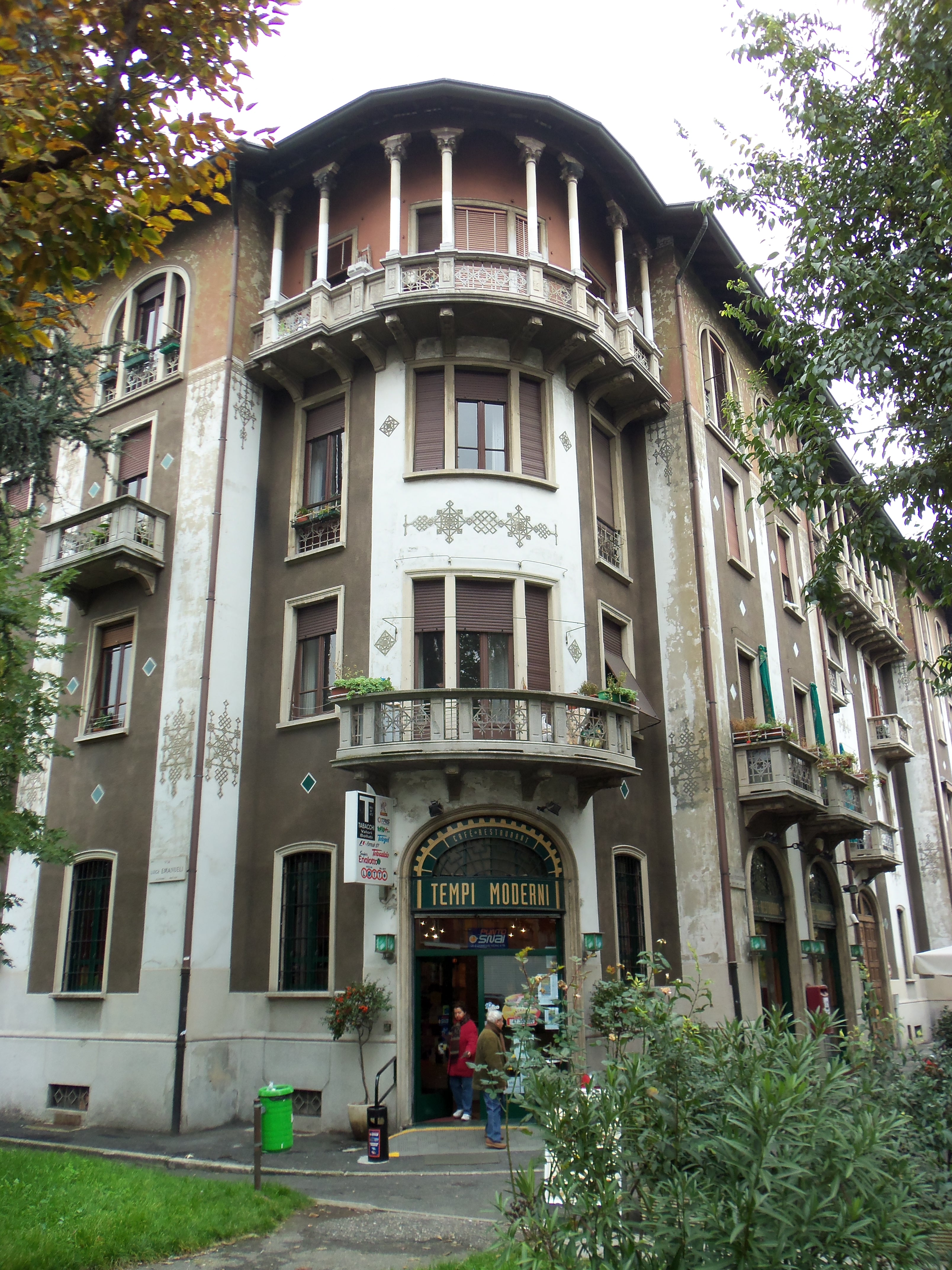
L'edificio principale (in stile liberty) del Borgo Pirelli, del 1920
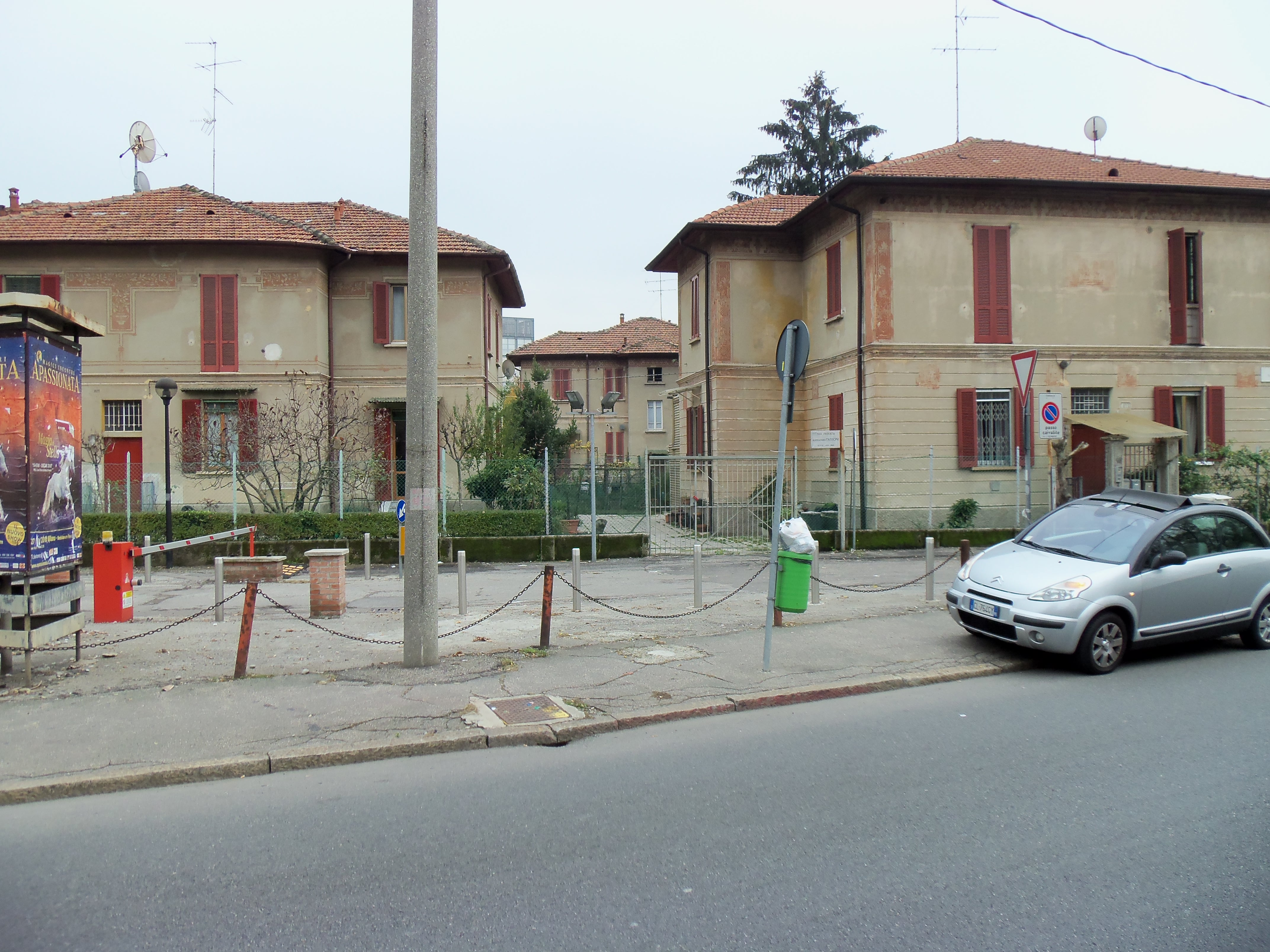
Borgo Pirelli
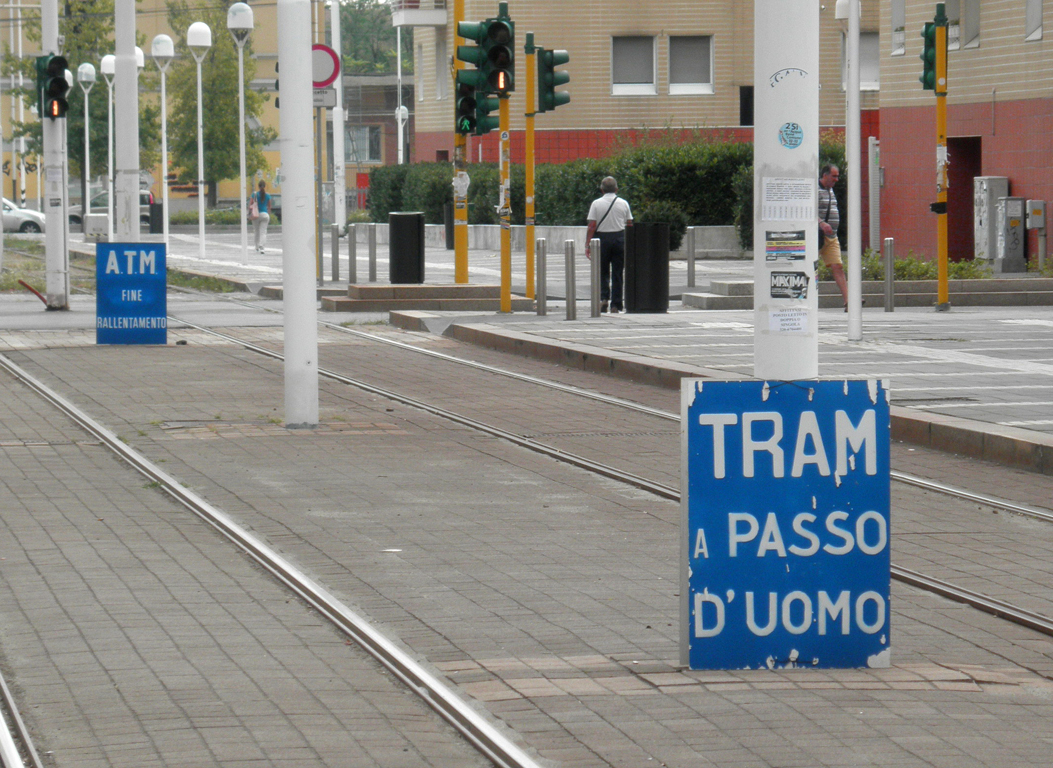
I binari del tram in piazza della Scienza, quartiere Bicocca
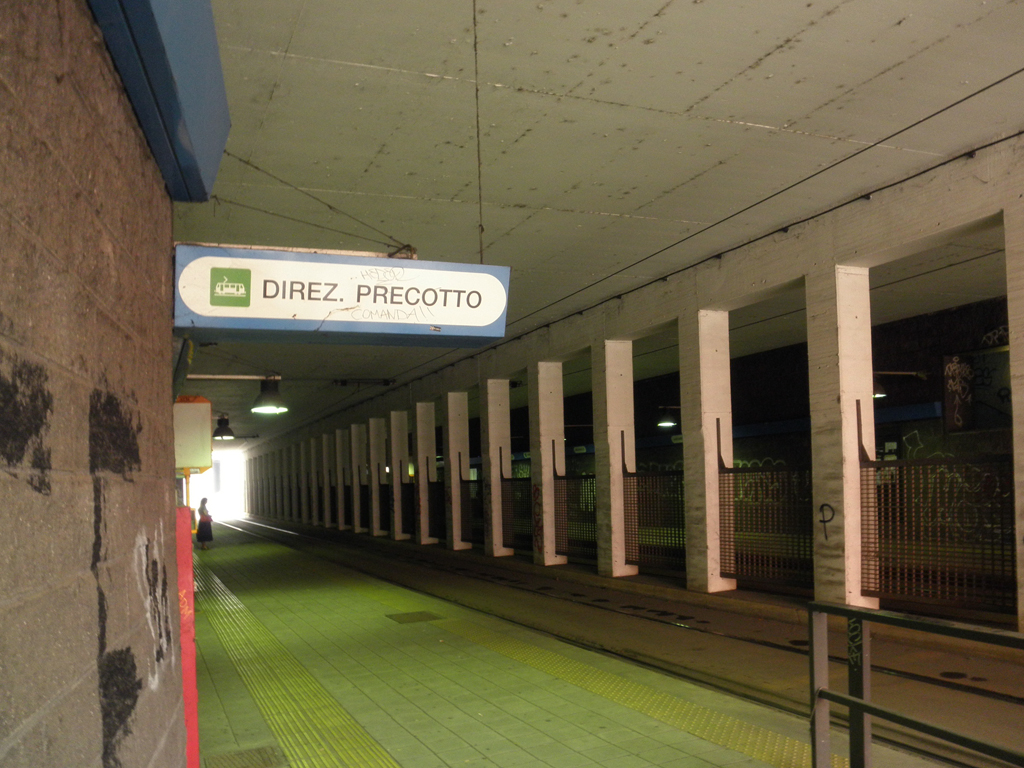
La fermata tranviaria sotterranea "Arcimboldi", nel quartiere Bicocca
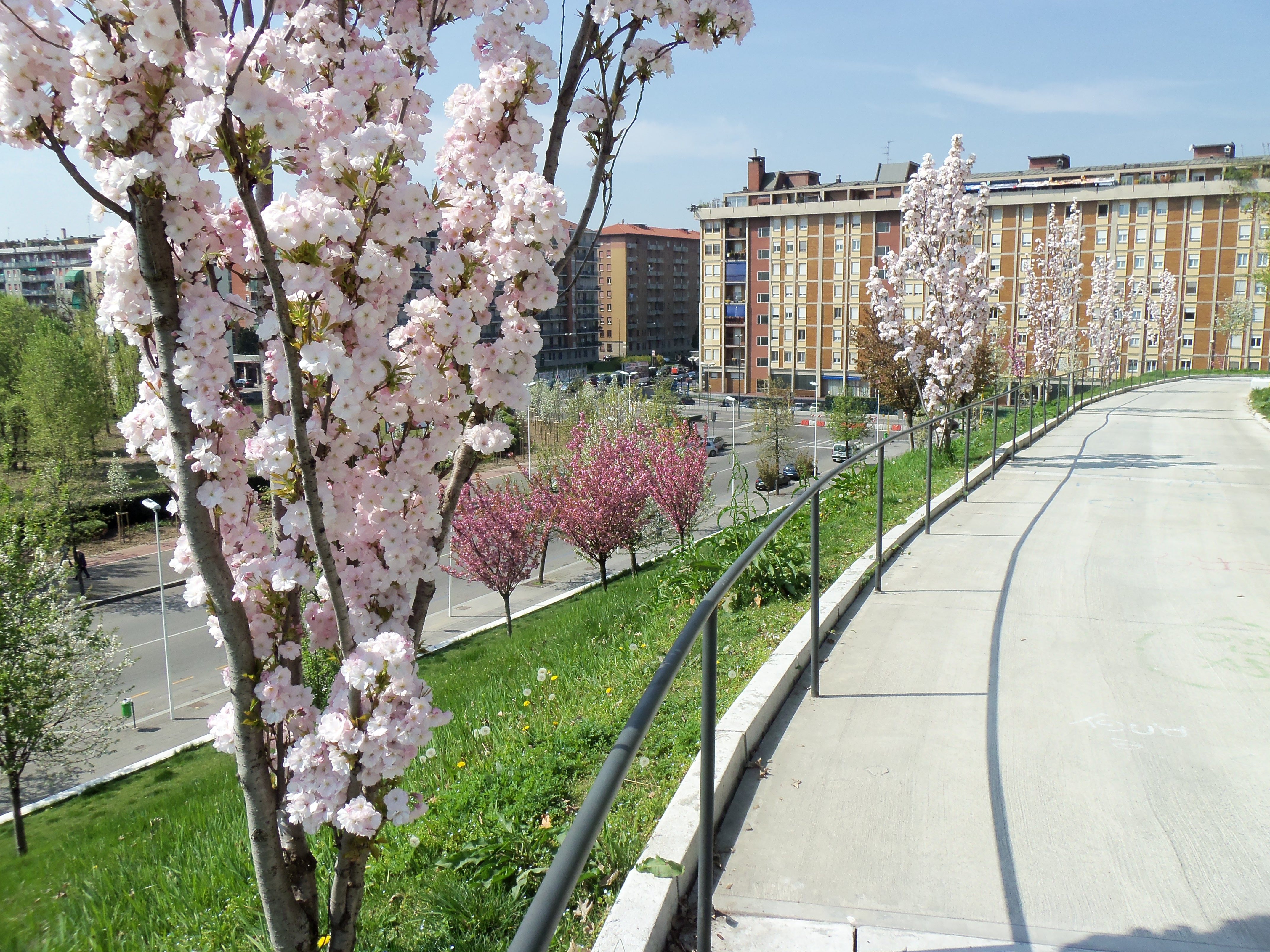
La Collina dei Ciliegi in Bicocca
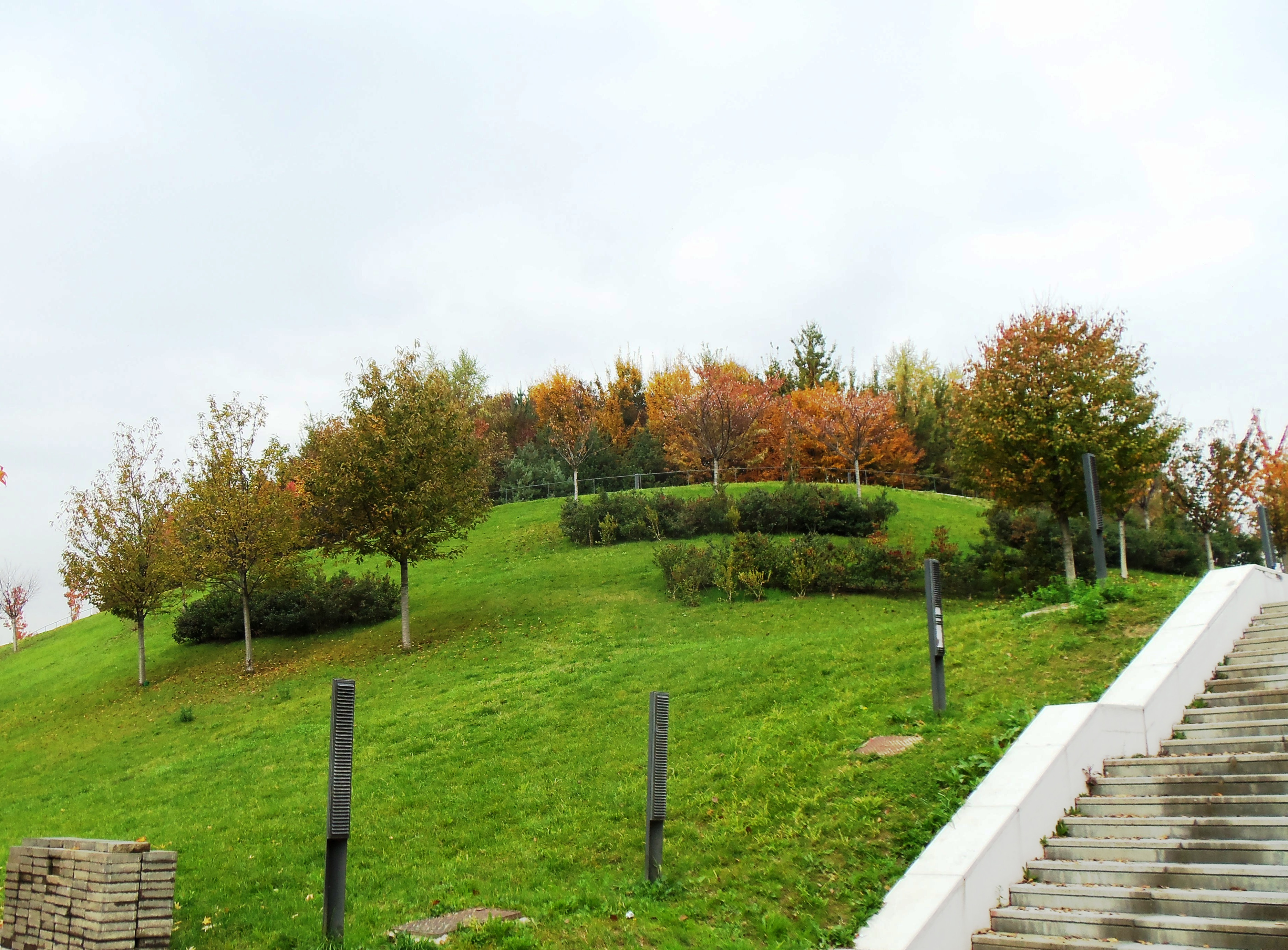
La Collina dei Ciliegi in Bicocca